# El Benque
El Benque är en ort i Honduras.   Den ligger i departementet El Paraíso, i den centrala delen av landet, 80 km öster om huvudstaden Tegucigalpa. El Benque ligger 563 meter över havet och antalet invånare är 1 101.
Terrängen runt El Benque är kuperad åt sydväst, men åt nordost är den platt. Runt El Benque är det ganska glesbefolkat, med 43 invånare per kvadratkilometer. Närmaste större samhälle är Danlí, 12,6 km väster om El Benque. Omgivningarna runt El Benque är en mosaik av jordbruksmark och naturlig växtlighet.